# Alice Schardt-Roßmann
Alice Schardt-Roßmann (vollständiger Name: Anna Katharina Alice Schardt-Roßmann; * 20. Mai 1954) ist eine deutsche Unternehmerin und die Ehefrau von Dirk Roßmann, dem Gründer der Drogeriemarktkette Rossmann. Zusammen mit ihrem Sohn Raoul Roßmann ist sie Teil der Geschäftsleitung der Dirk Rossmann GmbH.
Ehrenamtlich engagiert sie sich im Kuratorium von Mentor die Leselernhelfer Hannover e.V. Sie ist Mitgründerin des 2010 gegründeten Kuratoriums TSI Teen Spirit Island (Hannoversche Kinderheilanstalt, Stiftung des privaten Rechts seit 1863), welches sich für Therapien bei Jugendlichen mit Suchtproblematiken einsetzt.